# هنري مارتن (سياسي فرنسي، مواليد 1903)
هنري مارتن (بالفرنسية: Henri Martin)‏ هو مزارع الكروم وسياسي فرنسي، ولد في 1903، وتوفي في 1991.